# George F. Gao

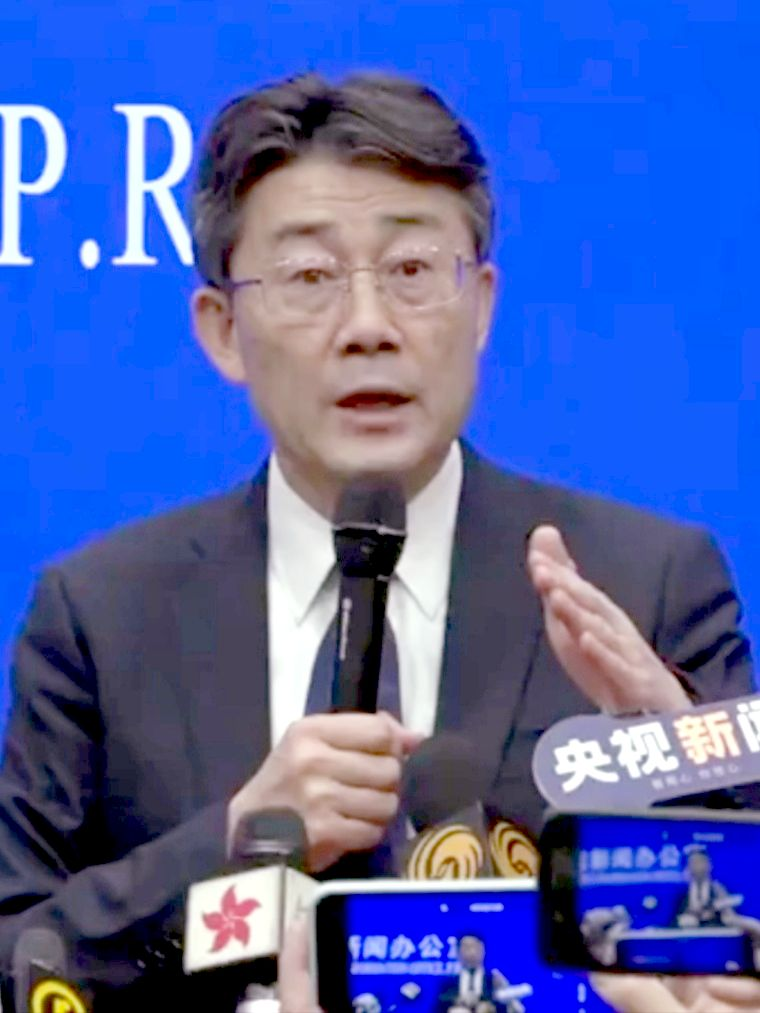
George F. Gao (2020)

George Fu Gao (* 15. November 1961 in Kreis Ying, Provinz Shanxi, chinesisch 高福, Pinyin Gāo Fú) ist ein chinesischer Virologe und Immunologe. Er ist Generaldirektor des Chinesischen Zentrums für Krankheitskontrolle und -prävention.

## Herkunft und Werdegang
Gao Fu wurde 1961 in der Provinz Shanxi geboren. Er studierte Tiermedizin an der Landwirtschaftlichen Universität der Provinz. Nach eigener Aussage wollte er den Beruf des Tierarztes jedoch nicht ergreifen. Nach dem Abschluss des Studiums ging er an die Landwirtschaftliche Universität von Peking. Dort blieb er als Dozent der Virologie.

## Wissenschaftliche Karriere
1995 schloss Gao seinen Doktorgrad an der Universität Oxford ab. Danach arbeitete er in Oxford, Harvard und an der Universität Calgary. 2004 nahm er eine Stelle als Chef des Instituts für Mikrobiologie an der Chinesischen Akademie der Wissenschaften an. Seine dortige Forschungstätigkeit umfasste die molekularen Strukturen der T-Zell-Erkennung, Mechanismen der Fusion behüllter Viren mit der Wirtszelle und Übertragung zwischen Spezies. Seine bekanntesten Publikationen umfassen die Beschreibung des Übertragungsmechanismus des Influenza-A-Virus H5N1 von Vögeln auf Säugetiere und die genetischen Ursprünge der Vogelgrippe H7N9. 2014 wirkte er in Sierra Leone am mobilen Testlabor des CCDC während der Ebolafieber-Epidemie 2014 bis 2016 mit. 2016 war er bei der Auftaktveranstaltung zu Global Virome Project, 2018 als Koautor beteiligt. 2019 nahm er an der Pandemie-Simulationsübung Event 201 teil.
2019 wurde Gao als ausländisches Mitglied in die National Academy of Sciences gewählt. Im Jahr 2020 wurde George F. Gao in der Sektion Mikrobiologie und Immunologie als Mitglied in die Nationale Akademie der Wissenschaften Leopoldina aufgenommen. 2020 wurde er Auswärtiges Mitglied der Academia Europaea und 2022 Auswärtiges Mitglied der Royal Society.
Während der Coronaviruspandemie isolierte und sequenzierte seine Arbeitsgruppe als erste das neuartige Virus, und er gehörte zu den Autoren der beiden ersten international veröffentlichten epidemiologischen Beschreibungen des neuen Virus.
2022 trat er als Direktor des Chinesischen Zentrums für Krankheitskontrolle und -prävention zurück.